# Peru (Illinois)
Peru je městečko v okrese LaSalle County v americkém státě Illinois. V roce 2000 mělo 9835 obyvatel. První osadník John Hays se tu objevil v roce 1830. V roce 1838 tu vznikla čtvrť a jako město bylo uznáno 13. března 1851.